# Montrond (Jura)
Montrond é uma comuna francesa na região administrativa de Borgonha-Franco-Condado, no departamento de Jura. Estende-se por uma área de 25,32 km². Em 2010 a comuna tinha 506 habitantes (densidade: 20 hab./km²).